# Rio Gévalo
O Rio Gévalo é um Rio espanhol que nasce nos Montes de Toledo e desagua no rio Tejo percorrendo 53km da sua nascente.